# Chamaepetes goudotii
Chamaepetes goudotii е вид птица от семейство Cracidae.

## Разпространение
Видът е разпространен в Боливия, Еквадор, Колумбия и Перу.